# Cultura da Alemanha

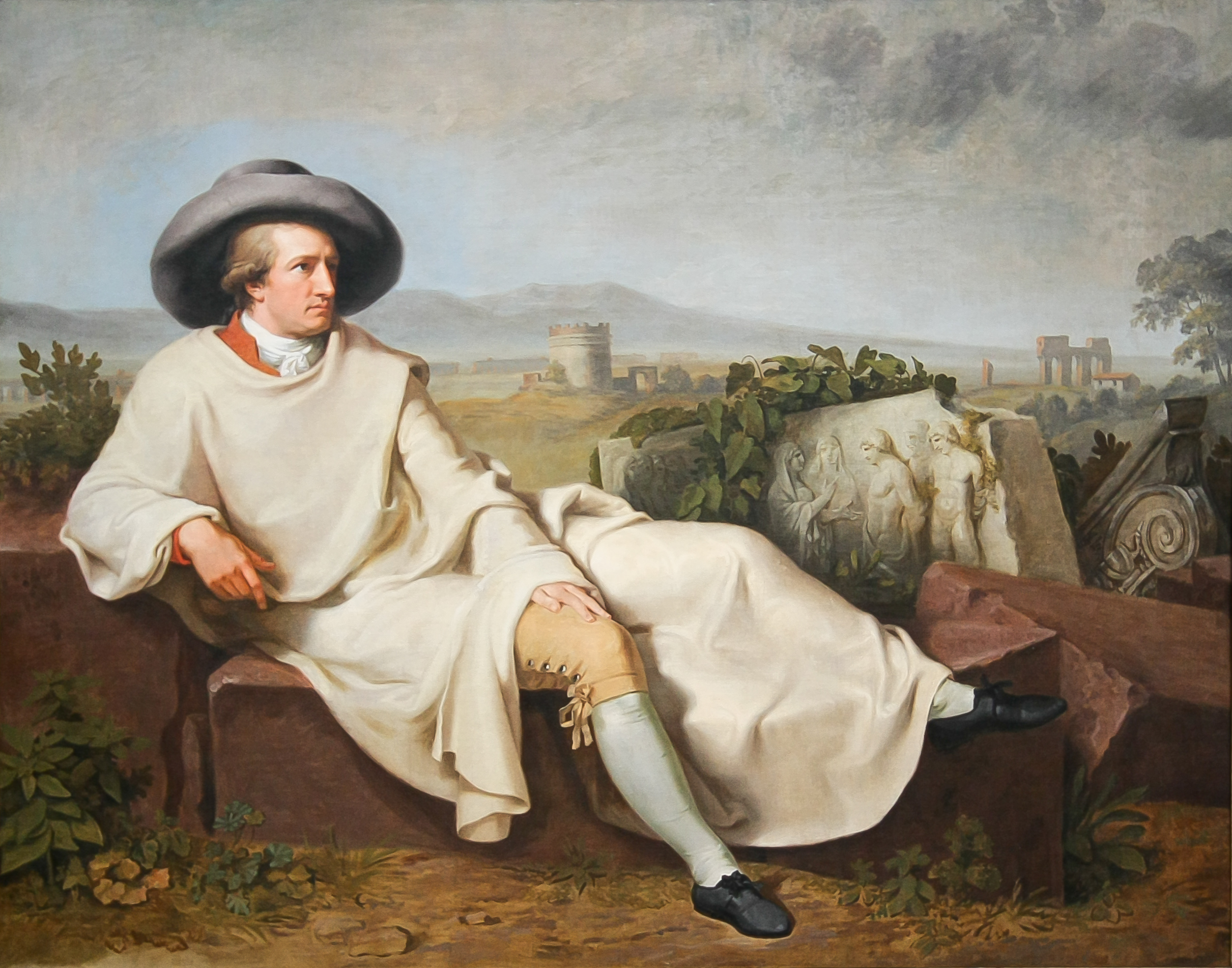
Johann Wolfgang von Goethe foi um dos mais importantes poetas alemães

As contribuições da Alemanha para o património cultural mundial são incontáveis, o que leva alguns autores a acreditar no "Génio Alemão", celebrado no romantismo, uma das fases da história da arte onde a Alemanha teve uma proeminência invejável. País conhecido por muitos como das Land der Dichter und Denker (a terra dos poetas e dos pensadores), a Alemanha foi o berço de vultos importantíssimos na história da arte, como se pode verificar nas várias seções deste artigo.
A língua alemã e os seus dialetos foram, outrora, a lingua franca da Europa central, oriental e setentrional. Hoje, a língua alemã é uma das línguas que desperta mais interesse por parte dos estudantes de línguas, em todo o mundo. Muitas figuras históricas, ainda que não sendo alemãs, no sentido moderno da palavra "alemão", estiveram imersas na cultura germânica, como é o caso de Wolfgang Amadeus Mozart, Franz Kafka.

## Desporto

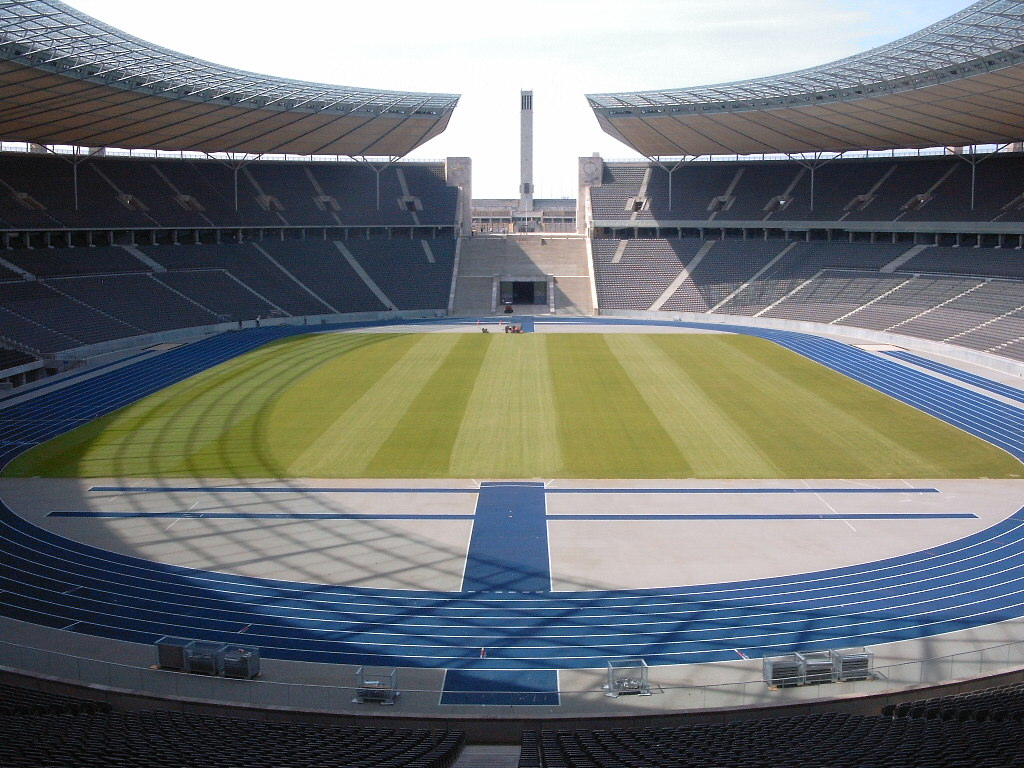
Estádio Olímpico de Berlim, após reforma.

A Federação Alemã de Esportes Olímpicos (DOSB) conta com 27 milhões de membros. Segundo dados dessa organização, um terço da população do país realiza práticas desportivas em clubes ou em alguma das 127.000 instalações de carácter desportivo que existem no território.
A participação alemã nos Jogos Olímpicos é de destaque desde que se realiza esse evento. Na edição de 2004 em Atenas, a Alemanha terminou em sexto na classificação. O país organizou os Jogos Olímpicos de Verão em 1936 e em 1972 como Alemanha Ocidental. Já nos Jogos Olímpicos de Inverno de 2006, terminou em primeiro no quadro de medalhas.
A Federação Alemã de Futebol conta com mais de 26.000 clubes, totalizando cerca de 6 milhões de membros, o que a faz ter maior número de associados do que qualquer outra federação esportiva do mundo. O Futebol é um desporto de grande sucesso na Alemanha e a Seleção nacional de Futebol alemã conseguiu quatro títulos mundiais (em 1954, 1974,1990 e 2014). O país também foi sede das Copas do Mundo de 1974 e 2006.

## Artes

### Artes plásticas

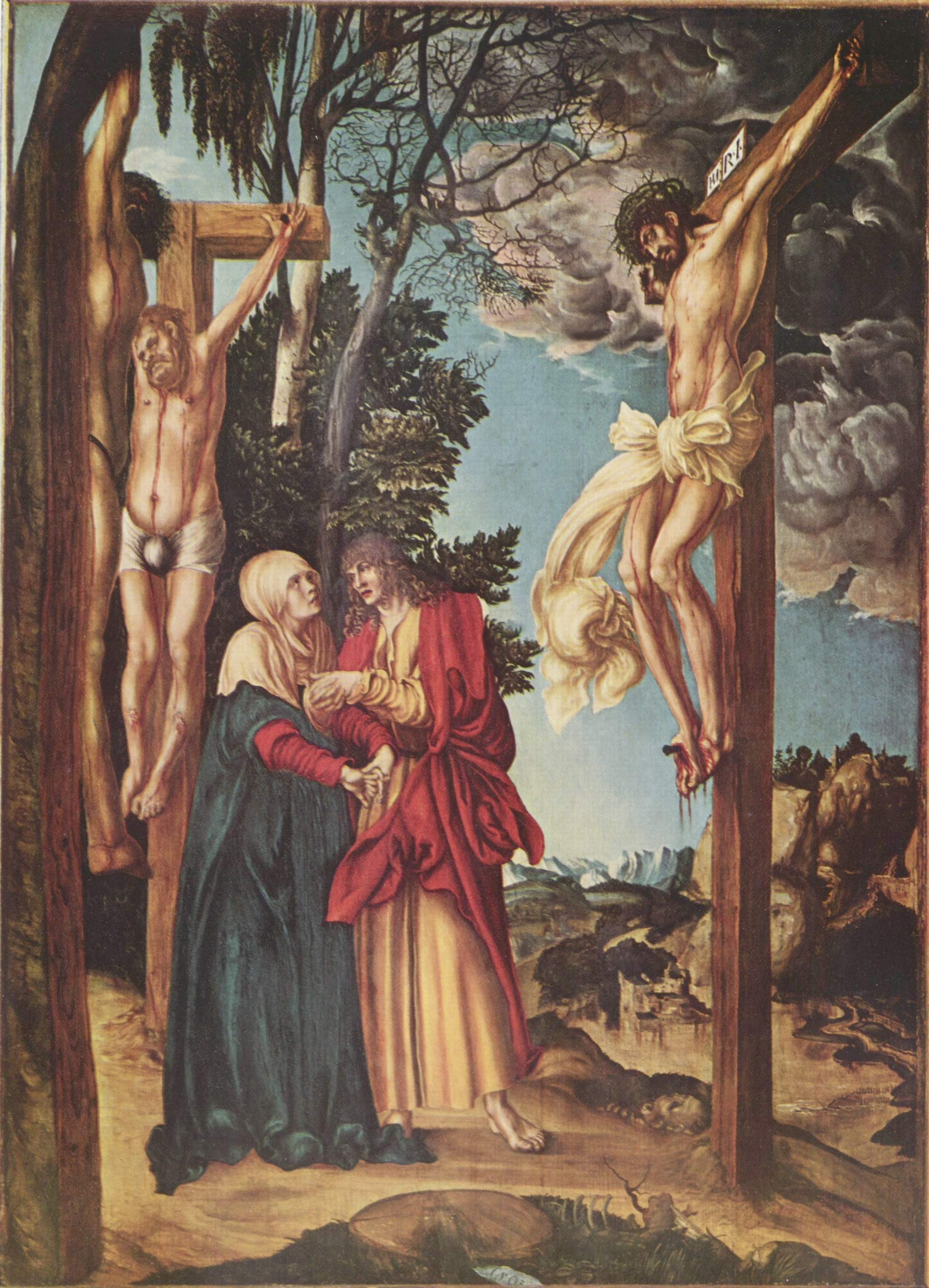
"Kreuzigung Christi" (Português: "Crucificação de Cristo") de Lucas Cranach, o Velho

Albrecht Dürer e Lucas Cranach, o Velho, estavam entre os maiores artistas do Renascimento. Max Ernst, no surrealismo; Franz Marc, na arte conceptual; Joseph Beuys, Wolf Vostell, Bazon Brock, no neo-expressionismo Georg Baselitz. Com o advento do nazismo, muitos intelectuais fugiram da Alemanha, devido às suas convicções políticas ou por serem de descendência judia. Os efeitos desta fuga ainda se faz sentir hoje na Alemanha.

### Música
Nos anos 70, a música alemã não tinha muito prestígio internacional, pois no topo das paradas musicais só havia canções estrangeiras. Tudo isso mudou mesmo em 1984, quando o Euro Musica estourou na Alemanha, grandes bandas de sucesso são: Modern Talking, com o seu primeiro sucesso que alcançou número um em vários países "You're my heart, you're my soul", Sandra Cretu com seu enorme sucesso "Maria Magdalena", C.C. Catch, com seu êxito mundial "I can lose my heart tonight", quase todos com uma coisa em comum: a maioria dos hits eram produzidos por Dieter Bohlen e eram cantados em inglês.
Nos anos 90, houve a queda de algumas bandas citadas acima: Nos Modern Talking ambos os membros brigaram, C.C. Catch entrou em depressão e Sandra Cretu continuou com sucesso até 1993, quando caiu em uma fase ruim, com menos sucesso. Muitas bandas foram criadas, mas com estilos diferentes como Blue System (criação de Dieter Bohlen depois dos Modern Talking) e Thomas Anders (ex-vocalista dos Modern Talking)
Em 1998, houve novamente um estouro mundial, mas não com bandas novas e sim com as pioneiras da Euro disco/Euro dance, Modern Talking retorna, C.C. Catch sai de uma longa depressão e volta a cantar, Bad Boys Blue lança um álbum com sucessos antigos remisturados.
Atualmente, Moderno Talking não está mais junto, C.C. Catch anda promovendo inúmeras turnês, Bad Boys Blue lança novo álbum, Sandra Cretu aparece em inúmeros canais de televisão e faz inúmeros shows pela Europa.
Nasceram na Alemanha compositores como Johann Sebastian Bach, Johann Christian Bach, Carl Philipp Emanuel Bach, Georg Friedrich Händel, Carl Maria von Weber, Wilhelm Furtwängler são absolutamente paradigmáticos.
A música na Alemanha atualmente é muito marcada pelas influências do rock, gothic metal, heavy metal, power metal e thrash metal e das melodias de ópera.
Algumas bandas de destaque são o Tokio Hotel, Scorpions, Alphaville, Dschinghis Khan, Böhse Onkelz, Boney M., Rammstein, Die Ärzte, Die Toten Hosen, Lacrimosa, Accept, Kreator, Destruction, Grave Digger, Sodom, Gamma Ray, Running Wild, Blind Guardian, Avantasia, Helloween, Edguy, Megaherz, Oomph!, In Extremo, Warlock, U.D.O, Tankard, Axel Rudi Pell e Cinema Bizarre.
A única banda alemã que está ranking de "Maiores shows do mundo" é o Tokio Hotel em 10º lugar com um público de 500 mil pessoas em Paris, França.
Muitos alemães ainda reservam o símbolo cultural de sua música, como a Volksmusik (música popular alemã) e a música erudita alemã, popularmente chamada de música clássica e que mantém um grande aprecio pelos alemães, motivados pelo fato de a grande maioria dos músicos eruditos mais famosos serem alemães, tais como: Johann Sebastian Bach, Johann Christian Bach, Carl Maria von Weber, Felix Mendelssohn, Ludwig van Beethoven, Richard Wagner, Georg Friedrich Händel, Johannes Brahms, Carl Orff, Richard Strauss, Robert Alexander Schumann, Jacques Offenbach, etc. ou serem de cultura e língua alemã como Wolfgang Amadeus Mozart, Franz Joseph Haydn, Alban Berg, Anton Bruckner, Gustav Mahler, Franz Liszt, Arnold Schönberg, Dietrich Buxtehude, Franz Peter Schubert, etc.

## Literatura

### Poesia
A cultura germânica poética tem uma longa e rica tradição que remonta aos poetas medievais como Walther von der Vogelweide e aos românticos do século XIX como Johann Wolfgang von Goethe, Friedrich Schiller e Heinrich Heine. Alguns dos mais influentes poetas alemães do século XX incluem Rainer Maria Rilke, Bertolt Brecht e Paul Celan.
A poesia alemã se destaca por sua profundidade filosófica, experimentação formal e engajamento político. Poetas alemães frequentemente abordam temas existenciais, como a natureza da identidade, a relação entre o indivíduo e a sociedade, e a busca pelo significado na vida. Além disso, a poesia alemã está intimamente ligada a outras formas de arte, como música e pintura. Muitos poetas alemães colaboraram com compositores e artistas, como Goethe com Franz Schubert e Robert Schumann, e Bertolt Brecht com Kurt Weill.
Poetas de origem minoritária, como Aysel Özakin e May Ayim, têm desempenhado um papel importante na poesia alemã contemporânea, trazendo perspectivas únicas sobre questões de identidade, migração e racismo. Suas obras desafiam noções tradicionais de pertencimento e exploram a experiência de ser um "outro" na Alemanha.
Portanto, a poesia alemã continua a ser uma força vital na cultura alemã, refletindo e moldando as preocupações e aspirações de gerações de alemães. Poetas alemães contemporâneos como Jan Wagner e Nora Gomringer mantêm a tradição de uma poesia inovadora e socialmente engajada.

### Filosofia
A cultura alemã tem uma longa e rica tradição na área da filosofia. Alguns dos mais influentes filósofos da história vieram da Alemanha, como Immanuel Kant, Georg Wilhelm Friedrich Hegel, Arthur Schopenhauer, Friedrich Nietzsche e Martin Heidegger.
A filosofia alemã se destacou por abordar temas como a natureza da realidade, do conhecimento, da ética e da sociedade de maneira sistemática e abrangente. Filósofos alemães desenvolveram teorias inovadoras sobre a metafísica, epistemologia, estética e filosofia política que tiveram um impacto duradouro no pensamento ocidental. Além disso, a filosofia alemã está intimamente ligada a outras áreas da cultura alemã, como literatura, música e artes visuais. Muitos filósofos alemães também foram escritores, poetas e dramaturgos de renome, como Goethe e Schiller. A filosofia alemã também influenciou e foi influenciada pelo romantismo alemão e pelo expressionismo nas artes.
Portanto, a filosofia é uma parte integral da identidade cultural alemã e continua a ser um campo de estudo e debate vibrante na Alemanha até os dias de hoje. Filósofos alemães contemporâneos como Jürgen Habermas e Peter Sloterdijk mantêm a tradição de um pensamento filosófico profundo e original.

### Teologia
A teologia desempenhou um papel crucial na construção da cultura alemã ao longo dos séculos, influenciando não apenas as práticas religiosas, mas também as artes, a filosofia e a sociedade como um todo. A Reforma Protestante liderada por Martinho Lutero foi um marco significativo, não apenas no campo religioso, mas também no cultural, ao desafiar as estruturas da Igreja Católica e promover uma abordagem mais centrada na fé e na autoridade das Escrituras.
Além disso, a Teologia da Cultura, desenvolvida por teólogos alemães como Friedrich Schleiermacher e Paul Tillich, explorou as interações entre religião, cultura e sociedade, enriquecendo o diálogo entre a fé e as manifestações culturais na Alemanha. Essa abordagem destacou a importância da cultura como elemento essencial para a compreensão do fenômeno religioso, demonstrando como sociedade e religião se influenciam mutuamente. João Calvino também desempenhou um papel significativo na cultura alemã, enfatizando a prática da disciplina eclesiástica como característica de uma igreja bíblica e séria. Essa abordagem teológica moldou valores, práticas e perspectivas que permearam diversos aspectos da vida cultural, social e intelectual na Alemanha.

Portanto, a teologia alemã foi fundamental para a construção da cultura alemã, influenciando valores, práticas e reflexões que moldaram a identidade cultural do país ao longo da história.

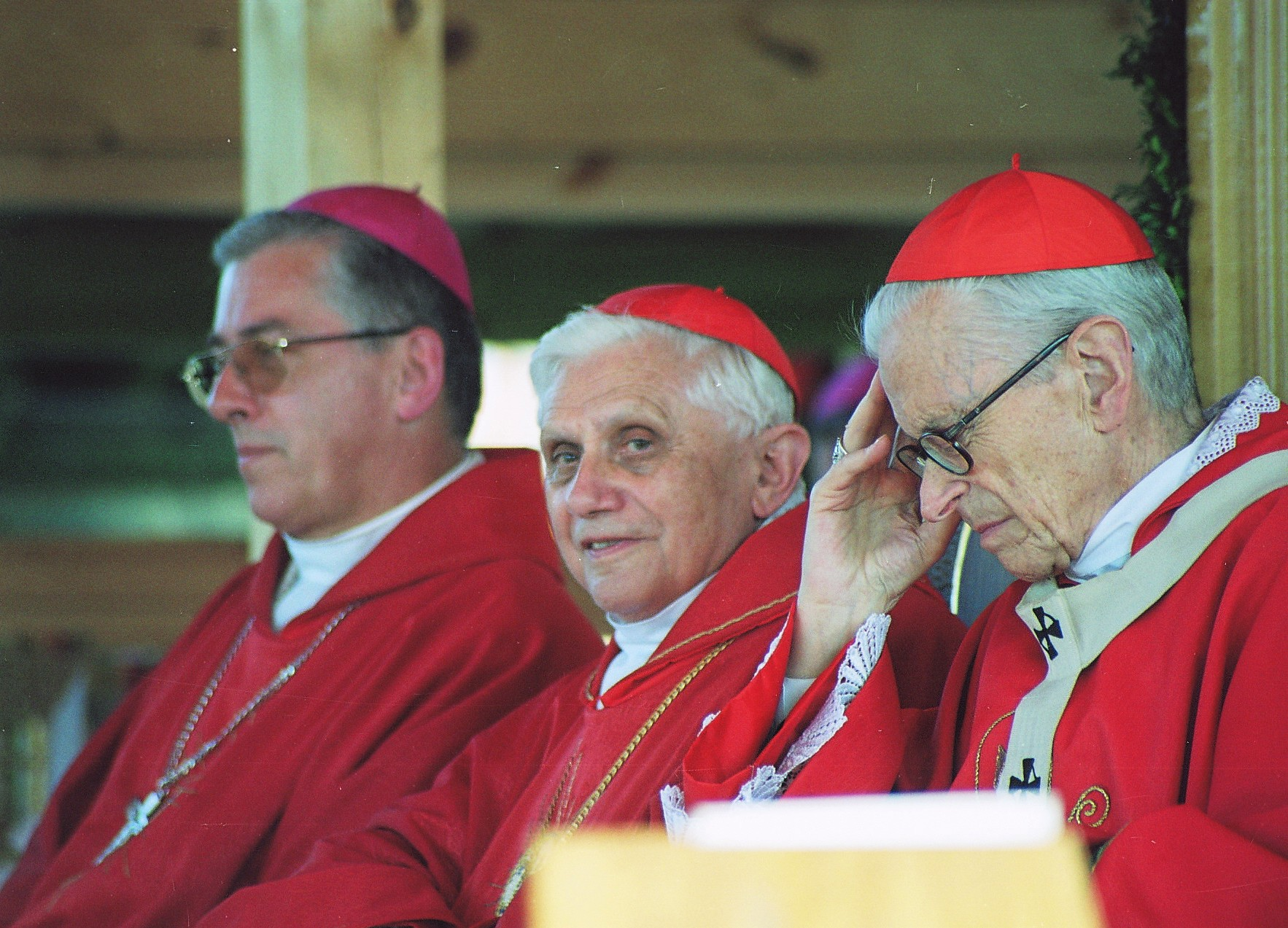
Kardinal Joseph Ratzinger.

### Outros escritores
Entre os romancistas, encontram-se Thomas Mann, Heinrich Mann, Klaus Mann, Hermann Hesse e Günter Grass.
Dramaturgos, como Gerhart Hauptmann, Georg Büchner, Frank Wedekind e, posteriormente, Ernst Toller, Peter Weiss e Bertolt Brecht também possuem grande destaque.
Os diários de Victor Klemperer e de Anne Frank dão uma visão do horror do período nazista.
Também é relevante a obra dos jornalistas Kai Hermann e Horst Hieck, que, num julgamento sobre um traficante de heroína em Berlim, em 1978, ficaram fascinados com o depoimento da garota de 15 anos Christiane Vera Felschinov (conhecida mundialmente por Christiane F.), e que deu origem ao livro de sucesso mundial Wir Kinder Vom Bahnhoff Zoo, lançado no Brasil com o título de Eu, Christiane F., drogada e prostituída, que virou um filme com o mesmo nome. O livro e o filme inspirou uma geração inteira, e fez até vários jovens largarem a heroína.[carece de fontes?]

## Feriados
| Data           | Nome em português              | Nome local                     | Observações              |
| -------------- | ------------------------------ | ------------------------------ | ------------------------ |
| 1º de janeiro  | Ano Novo                       | Neujahr                        | Início do novo ano civil |
| 6 de janeiro   | Epifania                       | Dreikönig                      |                          |
| Março ou abril | Sexta-feira santa              | Karfreitag                     |                          |
| Março ou abril | Páscoa                         | Ostern                         |                          |
| 1º de maio     | Dia do Trabalhador             | Tag der Arbeit                 |                          |
| Maio ou junho  | Ascensão de Cristo/D. dos Pais | Christi Himmelfahrt / Vatertag | 40 dias após a páscoa    |
| Maio ou junho  | Pentecostes                    | Pfingsten                      |                          |
| Maio ou junho  | Corpus Christi                 | Fronleichnam                   |                          |
| 3 de outubro   | Dia da Unidade Alemã           | Tag der Deutschen Einheit      |                          |
| 31 de outubro  | Festa da Reforma               | Reformationstag                |                          |
| 1º de novembro | Dia de Todos-os-Santos         | Allerheiligen                  |                          |
| 25 de dezembro | Natal                          | 1. Weihnachtstag               | 1° dia de Natal          |
| 26 de dezembro | Natal                          | 2. Weihnachtstag               | 2° dia de Natal          |

Nem todos os feriados alemães são celebrados em todos os estados federados. Por exemplo, na Baviera não se celebra a Festa da Reforma pois a maioria da população é católica. Em estados com maioria luterana, como Hamburgo, não se comemora o Dia de Todos-os-Santos.